# Cyklistické trasy v Praze

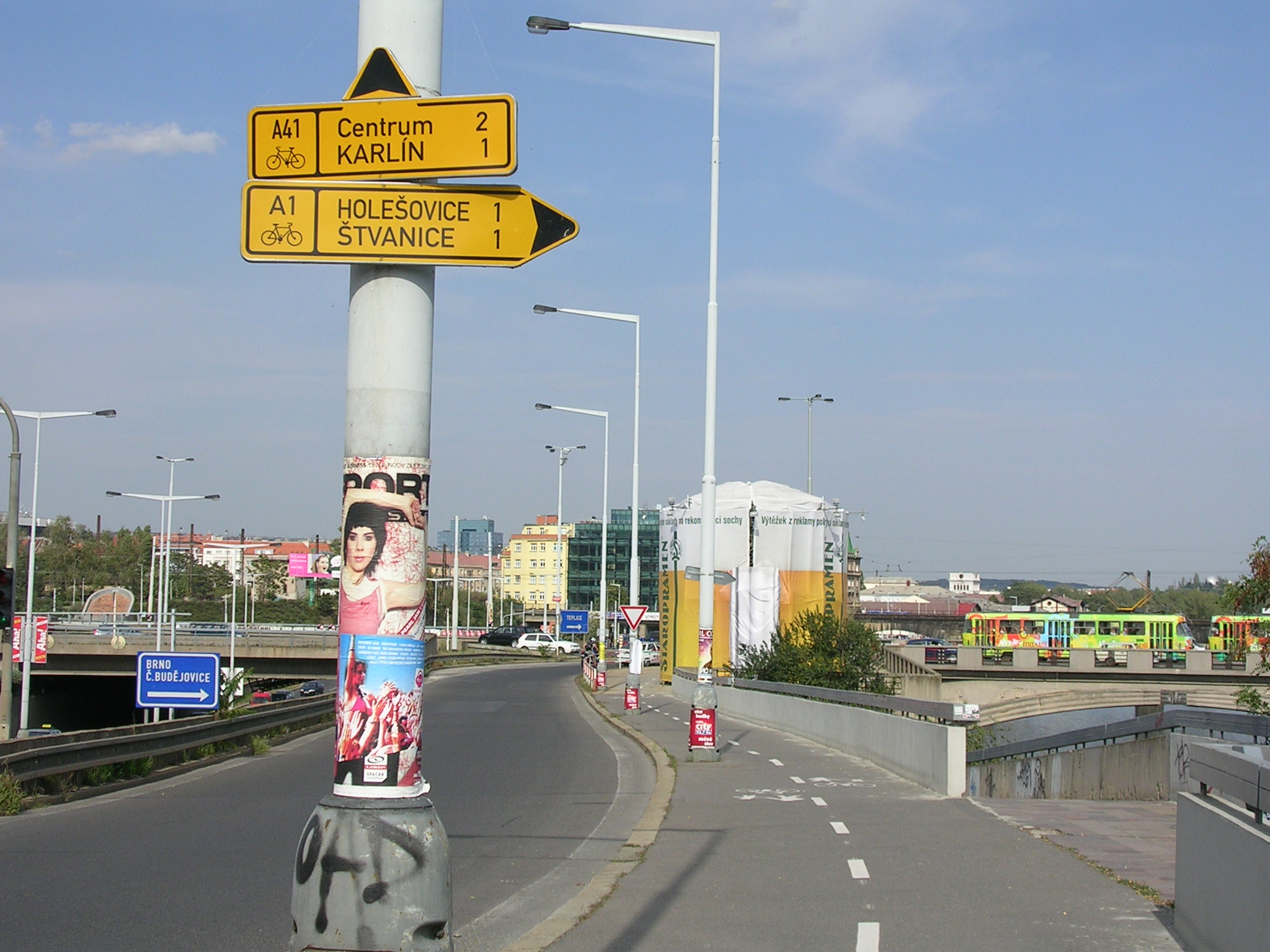
Trasy vyznačené na nábřeží Kapitána Jaroše u Hlávkova mostu.

Cyklistické trasy v Praze začaly být systematicky vyznačovány v druhé polovině 90. let 20. století (souběžně docházelo i k budování a rozvoji sdílených stezek pro chodce a cyklisty). V roce 1993 schválila Rada hlavního města Prahy Koncepci základního systému cyklistických tras (usnesení č. 323 ze 14. 3. 1993). Ta zahrnovala 400 km páteřních cyklotras, které měly být vybudovány do roku 2000. Na tuto koncepci navázal územní plán Prahy z roku 1999, usnesení Rady HMP z července 2003 a Koncepce dopravy hl. m. Prahy přijatá zastupitelstvem města v roce 1996.
V roce 2023 bylo v Praze celkem 549 km značených cyklotras, z toho 248 km jich bylo částečně chráněných, jako například sdílená stezka. K roku 2017 stezky pro cyklisty v Praze nebyly. Nacházelo se zde také 47,5 km vyhrazených cyklopruhů. Podíl cyklistické dopravy v Praze byl 1,5 %.

## Značení nezařazená do jednotné metodiky
V době kolem roku 1999 občanské sdružení Oživení začalo pracovat na projektu Greenway Botič. Části této trasy jsou dodnes vyznačeny inverzním pásovým značením (bílý vodorovný pruh obklopený dvěma tmavě zelenými pruhy) a směrovkami. Později se členové sdružení Oživení podíleli na práci odborné komise Rady hlavního města Prahy, která připravuje koncepci cyklotras. Rovněž spolupracují s některými městskými částmi.
V Centrálním parku na Stodůlkách je umístěn informační panel nástupního místa dálkové trasy Greenways Praha – Vídeň. Na území Prahy však dosud není vyznačena.
Cyklotrasy nezařazené do jednotného značení a číslování jsou vyznačeny též například v okolí Klánovic.

## Staré číslování

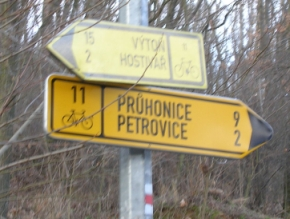
Značení cyklotrasy č. 11 v Hostivaři

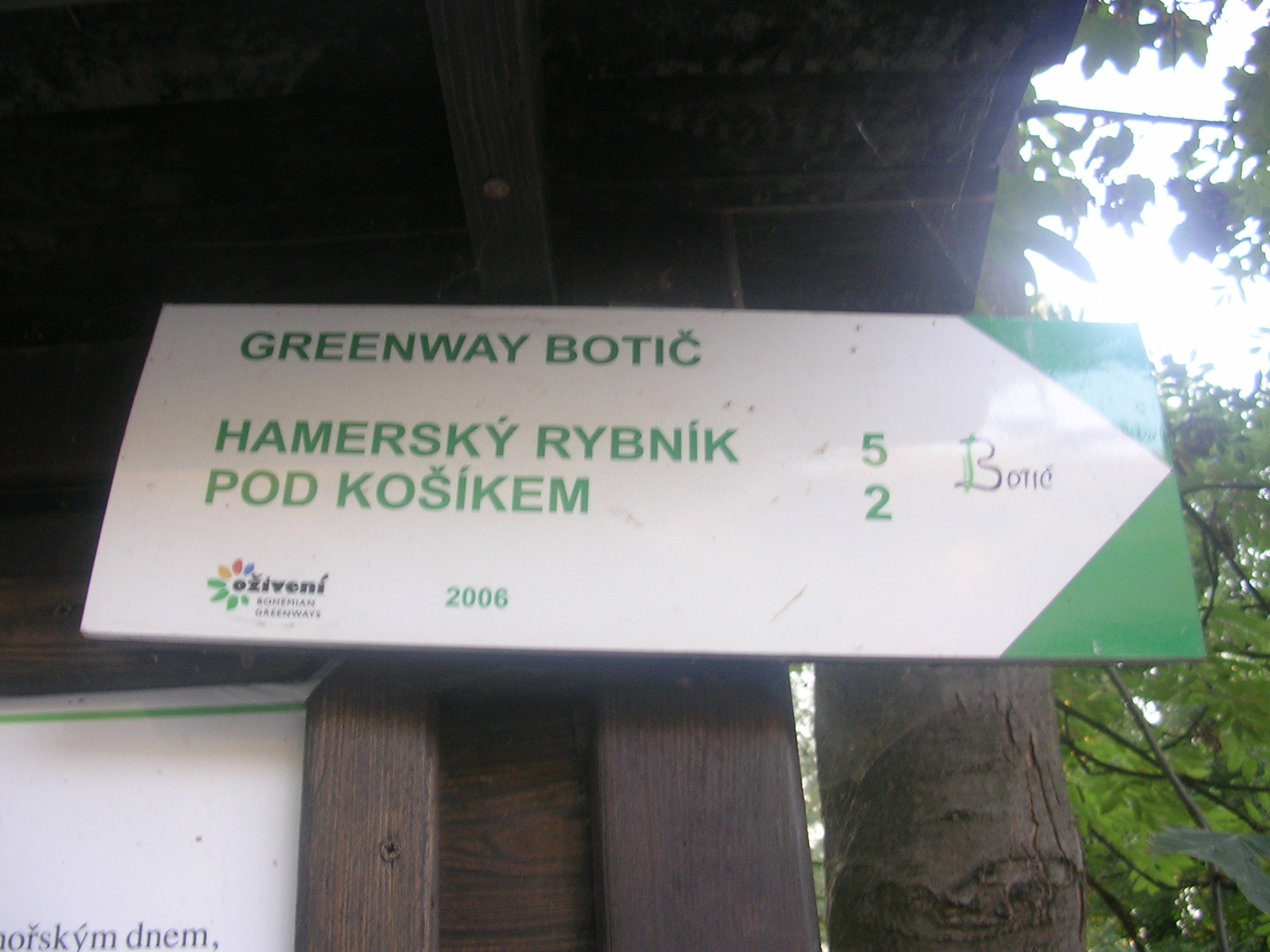
Vyznačení Greenway Botič od sdružení Oživení.

Do roku 2006 byly cyklotrasy zařazené Klubem českých turistů do celostátního systému označovány čísly (např. 1, 2, 3, 11, 14, 201, 8100, 0078 a další). Místní trasy byly značeny písmennými zkratkami (MO–BR = Modřany–Braník, ZÁ–ZB = Závist–Zbraslav a další). Několik místních cyklotras bylo značeno jinými způsoby (A, III a podobně).

### Trasy celostátního číslování
- 1 Národní divadlo – Ovocný trh – Florenc – Karlín – Vítkov – Ohrada – Hrdlořezy – Kyje – Hostavice – Dolní Počernice – Dubeč – Královice – (v novém číslování pražská trasa A 25) – za Prahou pokračuje směr Březí, Babice, Jevany, Brno.
- 2 Výtoň – Malá Strana – Letná – Stromovka – Troja – Zámky (přívoz) (v novém číslování částečně shodné s trasou A 2) – za Prahou směr Kralupy, Děčín, Německo
- 3 Výtoň – Braník – Barrandovský most – Hlubočepy – Velká Chuchle – Radotín – Lipence, za Prahou Hořovice, Plzeň, Německo
- 11 Výtoň – Folimanka – Vršovice – Záběhlice – Hostivař – Petrovice – Újezd u Průhonic (nové číslování A 23), za Prahou Průhonice, Dobřejovice, Kamenice, Tábor, Vídeň. (V Praze je zatím vyznačen jen krátký úsek z Výtoně ke Křesomyslově ulici a kolem hostivařské přehrady.)
- 14 Hostavice – Dolní Počernice – Xaverov – Horní Počernice – za Prahou Zeleneč, Čelákovice, Nymburk, Jičín, Liberec.
- 201 Stromovka – Bubeneč – Dejvice – Veleslavín – Vypich – Řepy – Zličín – Sobín (částečně odpovídá nové trase A 16), za Prahou Břve, Červený Újezd, Rakovník.
- 0013 Řeporyje, směr Ořech, Chýnice, Kuchař, Karlštejn.
- 0026 Královice – Kolovraty, za Prahou Říčany.
- 0034 Ctěnice, směr Podolanka, Jenštejn, Zeleneč.
- 0036 Horní Počernice – Klánovice
- 0077 Šárecké údolí, směr Horoměřice, Statenice, Velké Přílepy, Okoř (značena jednosměrně)
- 0078 Okoř – Tuchoměřice – Nebušice – Šárecké údolí – Dejvice (značena jednosměrné)
- 8100 Pražské kolo (na území Prahy označená jako A50): Třeboradice – Čakovice – Ctěnice – Vinoř – Radonice – Horní Počernice – Klánovice – Újezd nad Lesy – Koloděje – Stupice – Královice – Nedvězí – Kolovraty – Říčany – Dobřejovice – Vestec – Vrané nad Vltavou – Zbraslav – Lipence – Černošice – Třebotov – Choteč – Zbuzany – Jinočany – Chrášťany – Jeneč – Kněževes – Tuchoměřice – Statenice – Únětice – Roztoky – Klecany – Bořanovice – Hovorčovice – Třeboradice.

### Místní trasy značené písmennými zkratkami
- BŘ–LE (Břevnov–Letná)
- HL–MS (Hlubočepy – Malá Strana)
- HO–ŠT (Hostavice–Štěrboholy), v terénu již neznačeno, souběh s dálkovou trasou č. 1.
- HP–KL (Horní Počernice – Klánovice)
- KB–ČA (Kbely–Čakovice)
- KO–FR (Kolčavka–Freyova)
- KR–NE (Královice–Nedvězí)
- MO–BR (Modřany–Braník)
- ŘE–HL (Řepy–Jinonice–Hlubočepy)
- SM–LE (Staré Město –Letná)
- TR–PT (Troja–Pelc-Tyrolka)
- ÚJ–BR (Újezd u Průhonic – Braník)
- VE–DE (Liboc–Veleslavín–Dejvice–Bubeneč)
- ZÁ–ZB (nádraží Zbraslav – Zbraslav-Peluněk)

## Přečíslování

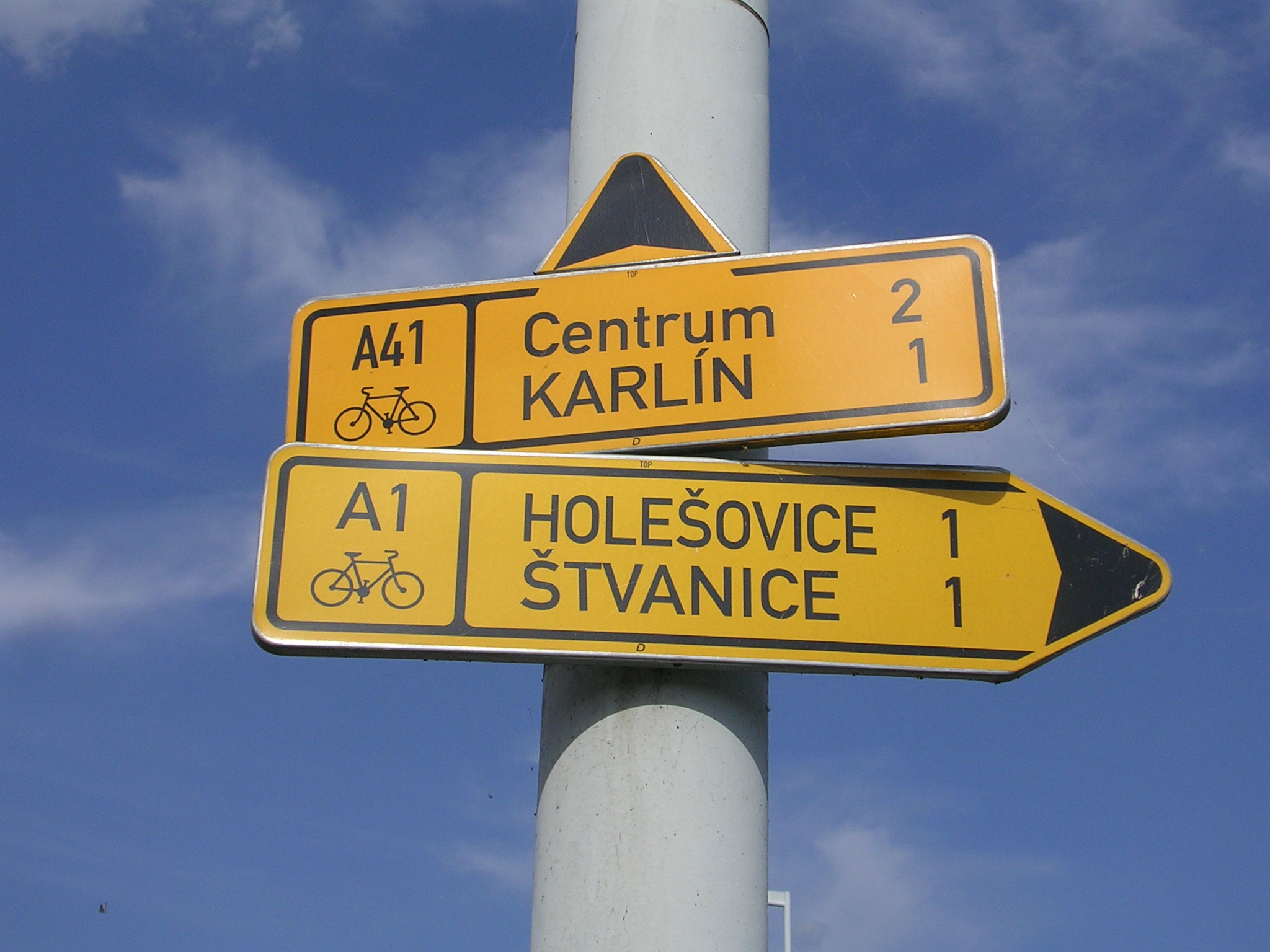
Trasy vyznačené na nábřeží Kapitána Jaroše u Hlávkova mostu.

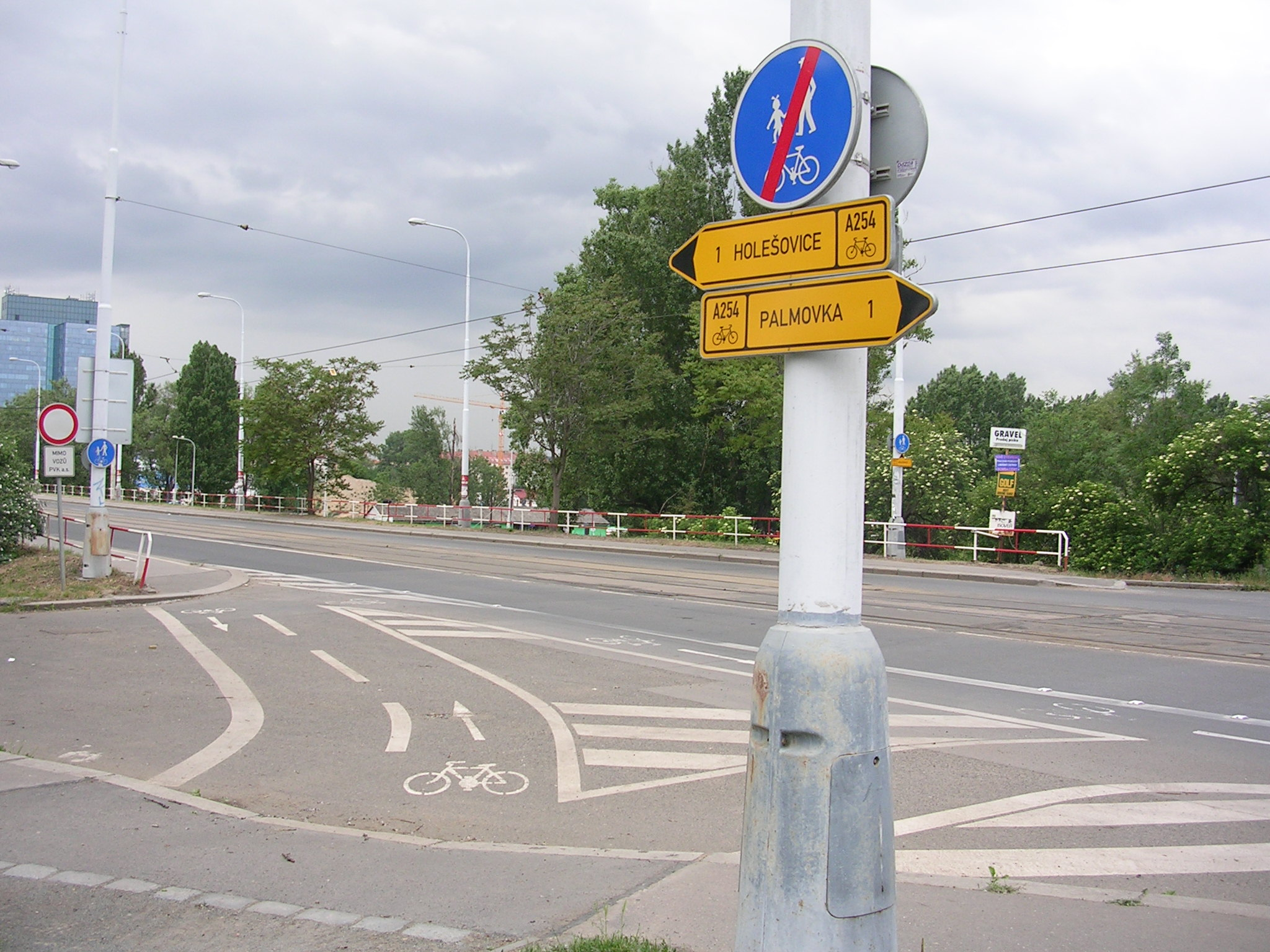
Cyklotrasa u Libeňského mostu.

3. října 2006 schválila Rada hlavního města Prahy k návrhu nového systému číselného označování cyklistických tras na území hlavního města Prahy (3. 10. 2006), po konzultacích v pracovních skupinách, v nichž byl zastoupen i Klub českých turistů jako koordinátor číslování cyklotras, návrh předložený Ústavem dopravního inženýrství na přečíslování cyklistických tras na území města Prahy. Označení cyklotras všech tříd začíná písmenem A, označujícím Prahu.
Páteřní cyklistické trasy (I. třída): zajišťují dálkové vztahy uvnitř města a spojení se Středočeským krajem a slouží dopravě i rekreaci. Základ systému tvoří trasy podél Vltavy: levobřežní (A 1) a pravobřežní (A 2). Navazující radiály vedené po přirozených terénních liniích, zejména podél potoků nebo po hřebenech, jsou označovány na levém břehu nebo napříč přes Vltavu A 1X (kde X je pořadové číslo trasy po proudu Vltavy), na pravém břehu A 2X (například A 21 je cyklotrasa Modřanskou roklí). Severojižní tangenty na levém břehu Vltavy jsou číslovány v řadě A 3X, na pravém břehu A 4X (X je pořadové číslo trasy ve směru od Vltavy). Páteřní trasou je i okružní cyklistická trasa č. 8100, tzv. Pražské kolo, která na území Prahy bude evidována pod číslem A 50.
Hlavní cyklistické trasy (II. třída): doplňují páteřní systém a slouží především dopravě. Propojují městské části, sledují důležité urbanistické a dopravní osy. Označují se písmenem A s trojciferným číslem, v němž první dvě cifry označují nejbližší radiálu proti proudu Vltavy a poslední cifra je rozlišovací. Na sebe navazující hlavní trasy by měly mít poslední (rozlišovací) číslici shodnou.
Místní cyklistické trasy (III. třída) jsou v kompetenci městských částí. Označovány jsou písmenem A se čtyřciferným číslem, v němž první dvě číslice jsou číslo nejbližší radiály proti proudu Vltavy a další dvě číslice rozlišovací číslo. U místních cyklistických tras jsou tato označení pouze evidenční a nepředpokládá se jejich uvádění na směrovkách v terénu.

### Pražské cyklotrasy (nové značení)
Plánované a nově vyznačované cyklotrasy v novém číslování:
Levý břeh:
- A1: Vltava, levobřežní trasa, na jih pokračuje podle Berounky
- A0: část Pražského kola, Zbraslav–Lipence, na jihozápad pokračuje k Berounu
  - A101:Zbraslav–Lahovice
- A11: Radotínský potok (Zbraslav, Peluněk–Radotín–Zadní Kopanina–Řeporyje)
  - A111: Radotín–Malá Chuchle podél železnice
  - A112: Velká Chuchle–Chuchelský háj–sídliště Barrandov–Prokopské údolí
  - A113: Cementárna Radotín–sídl. Barrandov, Pražská čtvrť
  - A114: sídliště Barrandov–staré Hlubočepy (plánována od června 2007)
- A12: Prokopské údolí (Hlubočepy–Řeporyje–Jinočany, dále směr Loděnice)
  - A121 + A131 + A141 Zlíchov–Smíchov–Malá Strana ve stávající trase po Nádražní a Štefánikově ulici (cyklotrasa A1 bude vedena v nové trase po nábřeží)
  - A120: Radlice–Děvín–Butovice–Jinonice
  - A122: Butovice–Ovčí Hájek–Centrální park Stodůlky
  - úsek A33: Prokopské údolí–Nová Ves–Centrální park Stodůlky
  - A123: Malá Ohrada–Velká Ohrada–Řeporyje
  - úsek A34: prům. areál Řeporyje–metro Stodůlky
- A13: Radlická (Smíchovské nádraží–Nové Butovice–Stodůlky, dále směr Rudná)
  - A132: Jinonice–Košíře, Klamovka
  - úsek A33: metro Hůrka–pekárna Stodůlky–Motol, Poštovka
  - A133: pekárna Stodůlky–krematorium Motol
  - A134: metro Stodůlky–kolem vlečky Siemens–sídliště Řepy (nádraží Zličín)
  - úsek A34: Chaby–metro Zličín–starý Zličín
- A14: Motolský potok (Anděl–Řepy–nádraží Zličín)
  - A140: Strahovský klášter–Petřín–Vypich
  - (bez označení:) Spiritka–Malovanka
  - A142: Košíře, Klamovka–stadion Strahov
  - úsek A33: Motol, Poštovka–Vypich
  - A143: Krematorium Motol–Bílá Hora
- A15: Břevnovská (Klárov–Pohořelec–Bílá Hora–Zličín, dále směr Unhošť, Rakovník)
  - A151 + A161: Holešovice, Vltavská–Pelc–Tyrolka
  - úsek A31: Holešovice, nábř. kpt. Jaroše–Strossmayerovo náměstí–Stromovka
  - A155: Chotkovy sady–Letenské sady–Stromovka
  - spojka Chotkovy sady–nádraží Dejvice (stávající úsek A16)
  - A152: Brusnice–Ořechovka
  - A150: Brusnice–Petřiny
  - úsek A33: Vypich–Liboc–Divoká Šárka
  - A154: nádraží Veleslavín–Liboc–nádraží Ruzyně
  - A153: Bílá Hora–nádraží Ruzyně
  - úsek A34: staré Řepy–Jivny–nádraží Ruzyně–Na Dědině
- A16: Veleslavínská (Libeňský most–Stromovka–Dejvice–Dědina, dále směr Hostivice)
  - A165: Výstaviště–nádraží Holešovice
  - úsek A31: Výstaviště–Stromovka–Trojská lávka
  - A162: Ořechovka–vysoké školy Dejvice–Bubeneč
  - A163: Jenerálka–Tichá Šárka–Divoká Šárka
  - A166: Poštovka–Želivka v Divoké Šárce
  - úsek A33: Divoká Šárka–Na Padesátníku–Přední Kopanina
  - úsek A34: Na Dědině–Na Padesátníku–Purkrabský háj–Nebušice
  - (bez čísla): Vizerka–Tuchoměřická (centrem Nebušic z jihovýchodu na severozápad)
  - A167: Purkrabský háj–Tuchoměřická (kolem západního okraje Nebušic)
  - A164: Dlouhá míle–letiště Ruzyně
- A17: Šárecký potok (Podbaba–Jenerálka–Přední Kopanina, dále směr Kladno)
  - A171: Suchdol, Budovec–Lysolaje–Nebušice
  - úsek A33: Přední Kopanina, směr Okoř
- A18: Suchdolská (Sedlec–Suchdol, dále směr Horoměřice)
  - A181: Suchdol, Budovec–Roztocký háj, dále směr Roztoky
  - (stávající trasa, bez nového čísla): Budovec–starý Suchdol, směr Horoměřice

Levobřežní diagonály:
- A31: Dukelských hrdinů–Stromovka
- A32: Hlubočepy–Jinonice–Košíře–Strahov–Dejvice–Bubeneč, jen výhledový plán
- A33: Prokopské údolí–Nové Butovice–Motol–Divoká Šárka–Okoř
- A34: prům. areál Řeporyje–Stodůlky–Ruzyně–Nebušice

Pravý břeh:
- A2: Vltava, pravobřežní trasa
- A0: část Pražského kola, Závist (nádraží Zbraslav), směr Vrané nad Vltavou
  - A204: Komořany–Letiště Točná
  - A201: Písnice–Letiště Točná–Točná, směr Dolní Břežany
  - úsek A42: Libuš–Písnice, směr Zlatníky
  - A202: Kunratice, směr Jesenice
  - A207: Šeberák-východ, směr Jesenice, Týnec nad Sázavou
  - A203: Šeberov, směr Průhonice
- A21: Modřanská rokle (Modřany–Kunratice–Háje)
  - A211: Hodkovičky–Zátiší–koupaliště Lhotka
  - A214: nádraží Krč–koupaliště Lhotka–Kamýk–Libuš
  - A215: Kamýk–Nové Dvory–Zelená louka–Kunratický les
  - úsek A42: Libuš–Nové Dvory–nemocnice Krč–Krč, zastávka Michelský les
  - A212: Krč, zastávka Michelský les–údolím Kunratického potoka–Kunratický mlýn–Kunratice
  - A213: Kunratický mlýn–Šeberák-východ
  - A217: metro Chodov–Šeberák-východ
  - A216: Kateřinky–Újezd
- A22: Kunratický potok (Braník–Krč–Háje–Petrovice–Uhříněves–Říčany a dále)
  - A221: Podolí, Dvorce–Krč, Na strži
  - A224: nádraží Krč–Na strži
  - úsek A42: Krč, zastávka Michelský les–Kačerov–Bohdalec
  - úsek A41: Háje–Košíkovský potok–Spořilov–Kačerov–Na strži–sídliště Pankrác–Nuselský most
  - A220: Pankrác–nádraží Vyšehrad
  - A223: Kačerov–Michle
  - A222: Michelský les (Roztyly)–sídliště Spořilov
  - A225: Chodov–sídliště Košík
  - A226: Háje–přehrada Hostivař–sídliště Košík–Práče
- A23: Botič (Výtoň–Michle–Hostivař–Průhonice)
  - A232 + A242: nádraží Vyšehrad–Karlovo náměstí–Staré Město
  - A231: Palackého most–Karlovo náměstí–Vinohrady, Řípská
  - úsek A41: Nuselský most–Muzeum
  - A230: nádraží Vršovice–Průběžná–Rybníčky–sídliště Skalka–Na Groši–stará Hostivař–sídliště Horní Měcholupy–Petrovice
  - A233: Slavia–Bělocerkevská–Orionka–Řípská
  - úsek A42: Bohdalec–Slavia–Bělocerkevská–Želivského
  - A234: Záběhlice, Pod vinicí–Slatiny–staré Strašnice–Solidarita–Sídliště Malešice–Malešický park–Třebešín
  - úsek A43: stará Hostivař–Na Groši–Depo Hostivař–Teplárna Malešice
  - A236: stará Hostivař–Průmyslová–Technoplyn
  - úsek A44: Petrovice–Horní Měcholupy–Dolní Měcholupy–Nové Štěrboholy
  - A238: Dolní Měcholupy–Dubeček–Dubeč
  - A237: Dubeček–Podleský rybník–Uhříněves
  - A50: úsek Pražského okruhu: Dobřejovice–Benice–Uhříněves–Královice
- A24: Vinohradská (Klárov–Staré Město–Vinohrady–Malešice–Jahodnice–Dubeč, dále Říčany)
  - úsek A41: Muzeum–hlavní nádraží–Masarykovo nádraží
  - A243: Vinohrady, Řípská–Žižkovská věž–Havlíčkovo náměstí–Hartigova pod Vítkovem
  - úsek A42: Želivského–Ohrada
  - A240: Havlíčkovo náměstí–Parukářka–Židovské pece–Jarov–Hrdlořezy
  - A244: Třebešín–Jarov
  - úsek A43: Teplárna Malešice–Hrdlořezy
  - A246: Malešice, Technoplyn–Kyje, Za Horou–Kyjský rybník
  - úsek A44: Dolní Počernice–Hostavice
  - A248: Dubeč–Koloděje
  - A247: Koloděje (silnice od Dubče)–Běchovice
  - A50: úsek Pražského okruhu: Královice–Koloděje–Újezd nad Lesy–Klánovice
- A25: Žižkovská (Národní divadlo–Žižkov–Hrdlořezy–Dolní Počernice–Úvaly) (po zrušené Vítkovské trati a z Hrdlořez podél Rokytky, směr Úvaly)
  - A251: náměstí Republiky–Revoluční–Štefánikův most–pod Letenským tunelem
  - úsek A41: Florenc–Hlávkův most–Vltavská
  - A252: náměstí Republiky–Florenc–Karlín–Palmovka–Balabenka
  - A253: pěší tunel Žižkov–Karlín – budoucí lávka na východní straně Štvanice
  - A255: Žižkov, pěší tunel – Ohrada–Krejcárek–Balabenka
  - A254: Libeňský most–Palmovka–Krejcárek
  - úsek A43: Hrdlořezy–Hloubětín
  - A256: Kyjský rybník–Rajská zahrada
  - úsek A44: Dolní Počernice–Černý Most
  - A257: Běchovice–Svépravice–Chvaly
  - A258: Dolní Počernice–Svépravice–Horní Počernice
  - A259: Dolní Počernice–Běchovice–Klánovice
  - A50: úsek Pražského okruhu: Klánovice–Horní Počernice

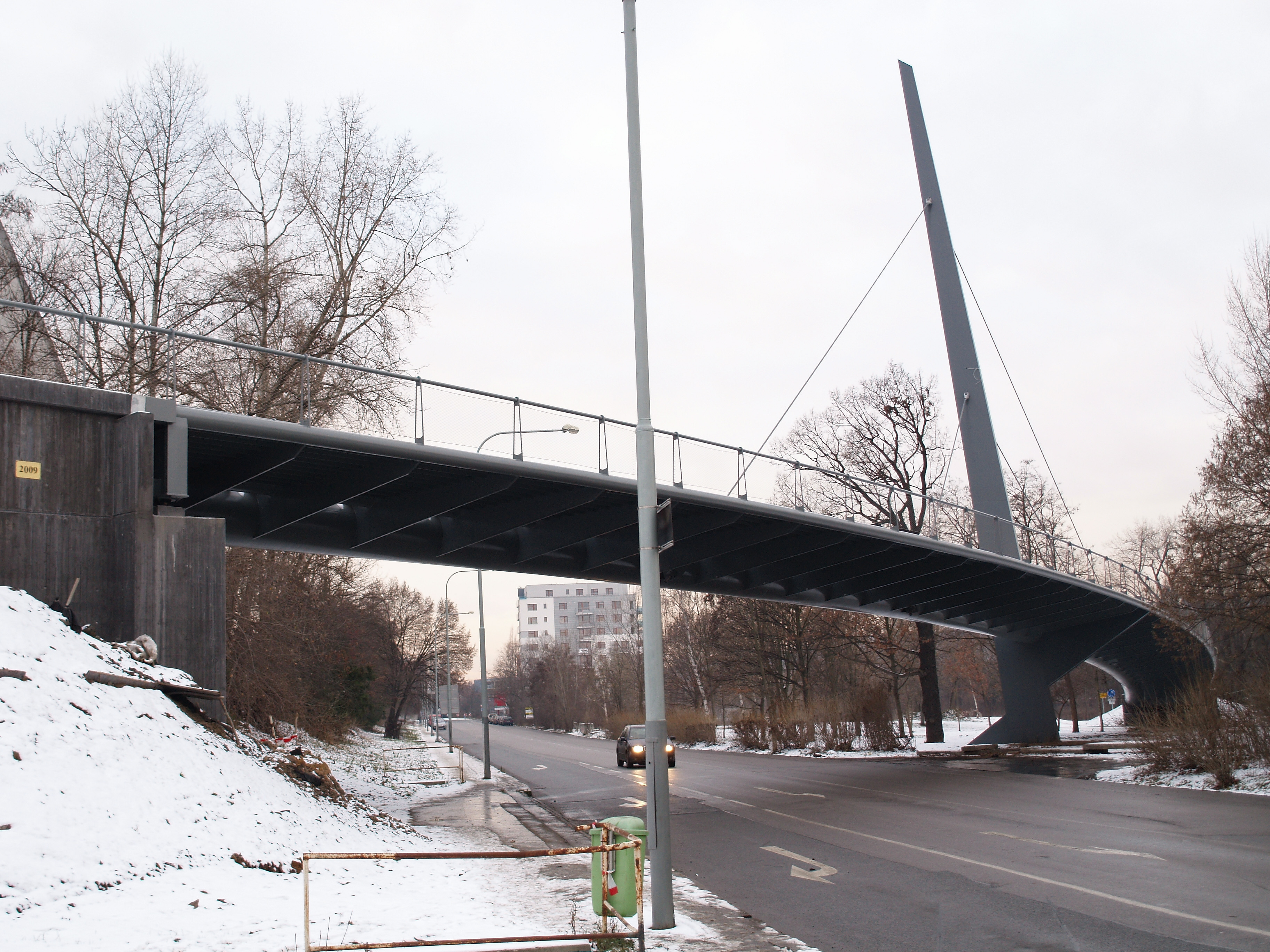
Most nad Ocelářskou ulicí ve Vysočanech, součást cenově kontroverzní cyklotrasy podél Rokytky

- A26: Rokytka (Libeň–Hloubětín–Horní Počernice, směr Čelákovice) (podél Rokytky z Libně do Hloubětína)
  - A261: Libeň, U Kříže–křižovatka Bulovka
  - A262: Vysočany, Podvinní–Klíčov–Kbely–Vinoř, směr Kostelec nad Labem
  - úsek A43: Hloubětín–Klíčov–sídliště Prosek
  - A264: Klíčov–sídliště Prosek
  - (bez čísla): Klíčov–Letňany
  - úsek A44: Černý Most–Satalice–Kbely–Letňany
  - A263 (Rajská zahrada–Hutě–) Satalice–Vinoř
  - A50: úsek Pražského okruhu: Horní Počernice–Vinoř–Čakovice, směr Kostelec nad Labem
- A27: Bulovka (Bílá Skála–Bulovka–Prosek–Letňany–Kostelec nad Labem)
  - A270: Trojská lávka–Čimický háj
  - A275: Trojská–Kobylisy
  - A271: Libeň, U Kříže–Kobylisy
  - A273: Střížkov–sídliště Ďáblice
- A28: Bohnické údolí (Zámky–Bohnice–sídliště Ďáblice–Prosek)
  - A284: Čimický háj–Čimice–Dolní Chabry, směr Zdiby
  - A282: Dolní Chabry–Drahanské údolí
  - A280: Čimický háj–vozovna Kobylisy–Ďáblický háj–Ďáblice–Čakovice
  - A281: Kobylisy–vozovna Kobylisy
  - A283: metro Ládví–Horní Chabry–Dolní Chabry

Pravobřežní diagonály:
- A41: severojižní cyklomagistrála (Těšnov–Nuselský most–Spořilov–Háje)
- A42: Hodkovice–Libuš–Kačerov–Spořilov–Vršovice–Palmovka
- A43: Hostivař–Malešice–Hrdlořezy–Hloubětín–Prosek
- A44: Petrovice–Dolní Měcholupy–Dolní Počernice–Černý Most–Satalice–Letňany

Pražský okruh
- A0: Pražské kolo (mimo Prahu značená jako trasa č. 8100): Třeboradice – Čakovice – Ctěnice – Vinoř – Radonice – Horní Počernice – Klánovice – Újezd nad Lesy – Koloděje – Stupice – Královice – Nedvězí – Kolovraty – Říčany – Dobřejovice – Vestec – Vrané nad Vltavou – Zbraslav – Lipence – Černošice – Třebotov – Choteč – Zbuzany – Jinočany – Chrášťany – Jeneč – Kněževes – Tuchoměřice – Statenice – Únětice – Roztoky – Klecany – Bořanovice – Hovorčovice – Třeboradice.